# Hua Hin (huyện)
Hua Hin (Thai หัวหิน, cũng: Hủa Hin) là một thị xã nghỉ mát bãi biển của Thái Lan, ở phía bắc bán đảo Mã Lai, cực ly 200 km về phía nam của Bangkok. Đây cũng là một trong 8 huyện của tỉnh Prachuap Khiri Khan.
Năm 1932, Hua Hin thuộc huyện Pran Buri. Năm 1949, Hua Hin thành một huyện của tỉnh Prachuap Khiri Khan. 
Về phía bắc huyện là Cha Am, về phía nam là huyện Pran Buri.